# Aboriscus singularis
Aboriscus singularis is een hooiwagen uit de familie Assamiidae. De wetenschappelijke naam van Aboriscus singularis gaat  terug op Roewer.